# Mixtape
Mixtape (mikstejp) – w dzisiejszym przemyśle muzycznym ten termin odnosi się do projektu muzycznego, który zazwyczaj ma luźniejsze ograniczenia niż albumy lub minialbumy. W przeciwieństwie do tradycyjnego albumu lub minialbumu, mixtape’y są projektami, gdzie artysta ma większą swobodę twórczą. 
Dawniej mixtape’em nazywano taśmę nagrana przez DJ-a, najczęściej za pomocą dwóch gramofonów i miksera. 
Jeszcze dawniej mixtape’y pojawiały się wyłącznie na kasetach magnetofonowych, później korzystano również z płyt CD. Pierwotnie mixtape’y miały ukazywać umiejętności DJ-a i były nagrywane podczas jednej sesji. Obecnie w większości są zaaranżowane przy użyciu komputerów.
Moda na mixtape’y rozpoczęła się w latach 80. XX wieku, kiedy DJ-e miksowali utwory w wersji a cappella z podkładami instrumentalnymi innych piosenek, tworząc tzw. blendy. W latach 90. w tworzenie mixtape’ów angażowali się też raperzy, rymując własne, niepublikowane nigdzie indziej zwrotki. Na mixtape’ach rozgrywały się najważniejsze bitwy raperów – Nas kontra Jay-Z, czy Eminem kontra Ja Rule.
Z powodu praw autorskich większość mixtape’ów to tzw. nielegale – materiały nigdy niewydane oficjalnie. Najsłynniejsze mixtape’y w oficjalnym, komercyjnym obiegu tworzył Funkmaster Flex, a w podziemiu – DJ Clue i DJ Premier z Gang Starr.